# Sint-Jozefkathedraal (Sofia)
De Sint-Jozefkathedraal (Bulgaars: катедрала „Свети Йосиф“, Katedrala "Sveti  Iiosif") in Sofia is een katholieke kerk in de Bulgaarse hoofdstad. Het is een cokathedraal samen met de kathedraal van Plovdiv.
De kathedraal werd in de Tweede Wereldoorlog vernield door geallieerde bombardementen. Paus Johannes-Paulus II legde in mei 2002 de eerste steen voor de nieuwe kerk, die in 2006 ingewijd werd.

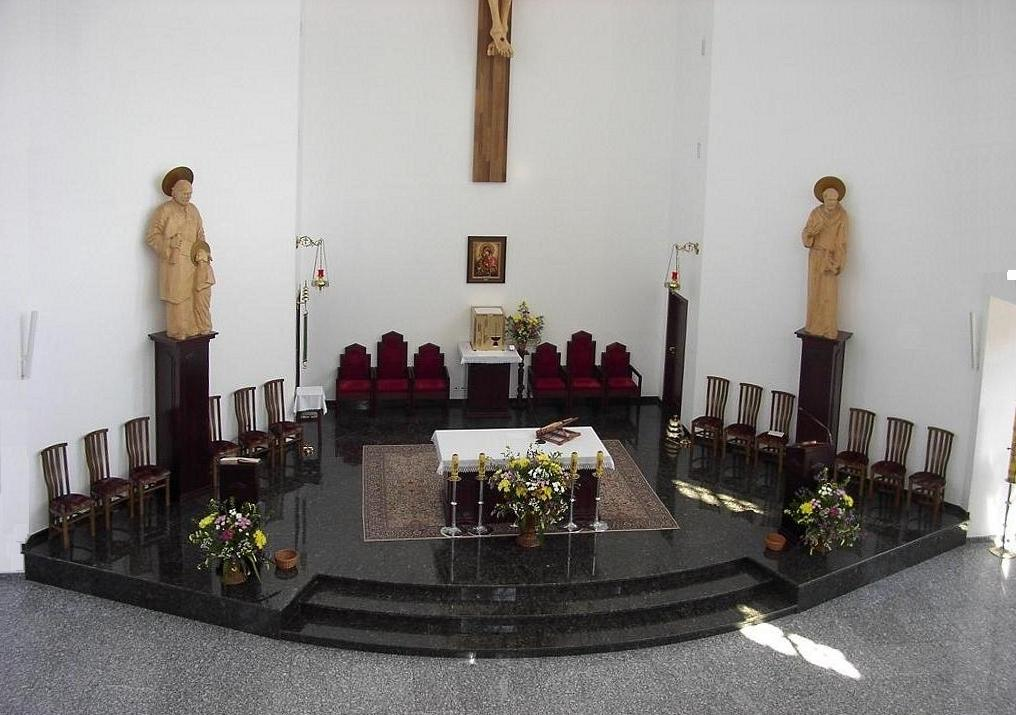
Het altaar
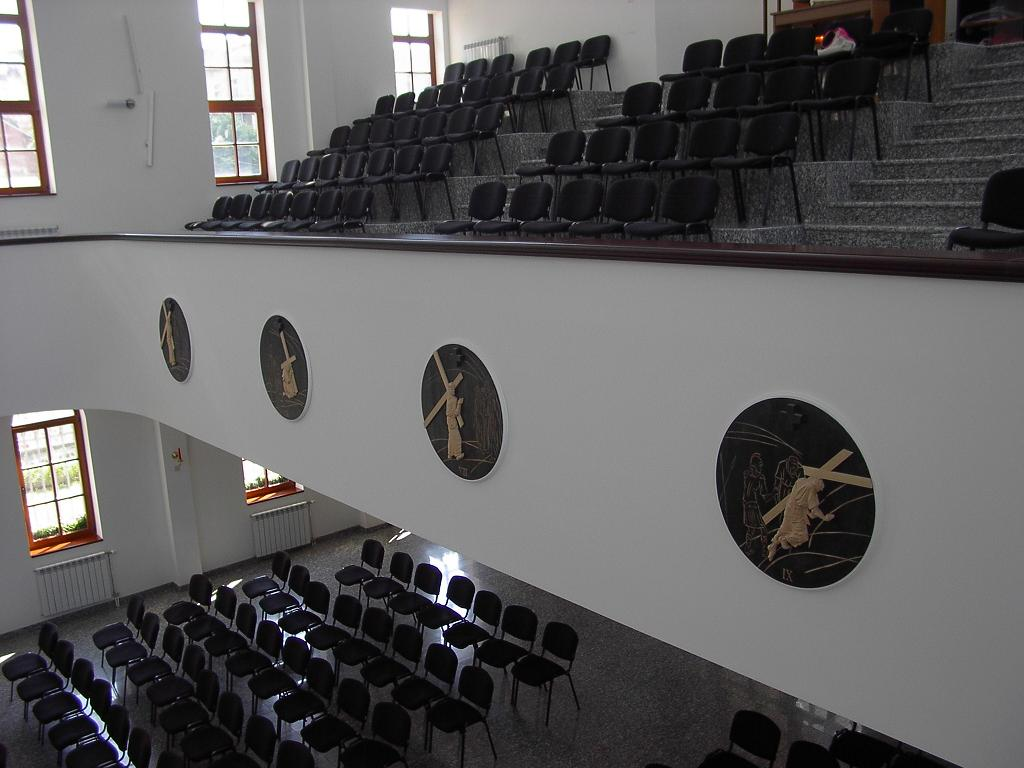
Het balkon